# Йосі Бенаюн
Йосеф Шай «Йосі» Бенаюн (івр. יוסף שי (יוסי) בניון; нар. 5 травня 1980 року, Дімона, Ізраїль) —колишній ізраїльський футболіст,атакувальний півзахисник.

## Титули і досягнення
- Чемпіон Ізраїлю (2):

«Маккабі» (Хайфа): 2000-01, 2001-02
- Володар Кубка Ізраїлю (1):

«Маккабі» (Хайфа): 2015-16
- Переможець Ліги Європи УЄФА (1):

«Челсі»: 2012-13